# Bosch
Bosch (полное наименование Robert Bosch GmbH) — немецкая транснациональная инженерная и технологическая компания. Штаб-квартира находится в Герлингене, недалеко от Штутгарта, Германия.
Основные направления деятельности Bosch охватывают четыре бизнес-сектора: автомобильные технологии (оборудование и программное обеспечение), потребительские товары (бытовая техника и электроинструменты), промышленные технологии (электроприводы и системы управления), а также энергетику и строительные технологии. Благодаря своему автомобильному подразделению, на долю которого в 2020 году приходилось 59% продаж, Bosch является крупнейшим в мире поставщиком автомобильного оборудования и запчастей.
В списке крупнейших компаний Fortune Global 500 за 2024 год Bosch заняла 105-е место.
В Группу компаний Bosch входят Robert Bosch GmbH и примерно 440 дочерних предприятий и региональных компаний приблизительно в 60 странах. Вместе с партнёрами в сфере продаж и обслуживания компания Bosch представлена почти в 150 странах.

## История
Компания Bosch была основана 15 ноября 1886 года в Штутгарте немецким предпринимателем и инженером Робертом Бошем (1861—1942) под названием «Мастерская точной механики и электротехники». В первые годы своего существования мастерская занималась в основном изготовлением и сбытом электрического оборудования.
В 1887 году компания Роберта Боша разработала первую систему зажигания от магнето и вскоре стала мировым лидером в системах зажигания. Наиболее востребованной эта продукция была в США, на них в 1914 году приходилось 70% продаж компании, однако с началом Первой мировой войны вся зарубежная деятельность была прекращена.
В целях самостоятельного выпуска комплектующих для изготовления систем зажигания от магнето в 1909 году был открыт первый завод компании в Фойербахе. Автомобильный ассортимент компании пополнили автомобильная фара (1912—1913), электрический стартер (1914), клаксон (1921), стеклоочистители (1926) и указатели поворота (1928). В 1932 году компания приобрела у фирмы Junkers производство газовых колонок, а в следующем году была куплена компания по производству радиотехники Blaupunkt.
В период с 1933 по 1945 год предприятие было вовлечено в экономическую структуру национал-социалистического режима. Роберт Бош в 1937 году преобразовал предприятие из акционерного общества в общество с ограниченной ответственностью, чтобы сохранить компанию исключительно в руках членов семьи. После окончания войны в 1945 году большинство предприятий Bosch лежало в руинах в результате воздушных налётов. Но Роберт Бош этого не увидел, он скончался 12 марта 1942 года.
В начале 1950-х годов были созданы подразделения бытовой техники и электроинструментов. Также большое внимание уделялось совершенствованию систем впрыска топлива, разработанные компанией системы использовались многими европейскими автопроизводителями, включая Volkswagen, Daimler-Benz и Volvo.
1970-е годы стали периодом начала международной экспансии Bosch, были созданы филиалы в Малайзии, Японии, Турции, США и Испании. В 1974 году в США был куплен завод по производству систем впрыска топлива. Важной разработкой компании в конце 1970-х годов стала антиблокировочная система ABS (серийно установлена на Mercedes-Benz W116 с 1978 года), а также электронный блок управления дизельным двигателем EDC (1986), CAN (промышленный стандарт построения компьютерных сетей, 1986) и навигационная система Blaupunkt TravelPilot (1989). На основе нескольких купленных компаний в 1989 году было создано телекоммуникационное подразделение Bosch Telecom.
В начале 1990-х годов были открыты филиалы в большинстве стран Восточной Европы, а также создано несколько совместных предприятий в Южной Корее и КНР. В числе разработок этого периода были программы электронной стабилизации ESP, система ТНВД, Common Rail (1997), система непосредственного впрыска бензинового топлива DI-Motronic (2000), системы помощи водителю, например, адаптивный круиз-контроль ACC (2000). Однако спад в автомобильной отрасли и рост конкуренции привели к падению выручки компании в 1993 году, а чистая прибыль неуклонно снижалась с 1989 года, как следствие начались сокращения персонала, на 8 тыс. в 1991 году и на 13 тыс. в 1993 году. Несколько улучшив своё положение, Bosch в 1996 году за 1,5 млрд долларов купила у Allied Signal подразделение тормозных систем.
В 2001 году было продано телекоммуникационное подразделение и куплена компания по производству промышленного оборудования Mannesmann Rexroth. В 2003 году был куплен производитель водонагревателей Buderus. Первые гибридные автомобили с приводами компании Bosch выпущены на рынок в 2010 году, в том же году началось производство литий-ионных аккумуляторов. С 2011 года Bosch начала выпускать велосипеды и скутеры с электроприводом.
В январе 2020 года подразделение Bosch Packaging Technology стало компанией Syntegon. В июне 2021 года компания Bosch открыла в Дрездене свой новый завод по производству полупроводников, в который она инвестировала 1,2 млрд долларов, что стало крупнейшей суммой, потраченной на один проект. В апреле 2022 года Bosch объявила о приобретении Five.ai, стартапа в области автономного вождения.
В июле 2022 года Bosch сообщила, что в течение следующих четырёх лет она намерена инвестировать около 3 млрд евро в исследование и производство полупроводниковых чипов. Планируется открыть два новых предприятия в Дрездене и Ройтлингене. Компания не заинтересована в использовании новейших техпроцессов, а сосредоточится на 40- и 200-нанометровых чипах, используемых в автомобильной промышленности.
В июле 2024 года Bosch объявила о крупнейшей сделке в истории компании — покупке за $8 млрд бизнеса в сфере выпуска систем отопления, вентиляции и кондиционирования воздуха у Johnson Controls и Hitachi.

## Собственники и руководство
94% акций компании Robert Bosch GmbH, по завещанию Роберта Боша, принадлежат благотворительному фонду Robert Bosch Stiftung, который, однако, не имеет права голоса в управлении компанией, а лишь получает от неё дивиденды (в 2021 году — 143 млн евро). Фонд занимается проектами поддержки образования, здравоохранения, взаимопонимания между народами, общества, культуры и науки.
Предпринимательская деятельность ведётся товариществом Robert Bosch Industrietreuhand (93% голосующих акций), среди членов которого бывшие председатели правления Bosch, члены семьи Роберта Боша и влиятельные экономисты. Остальные акции принадлежат семье Бош (7%) и компании Robert Bosch GmbH (казначейские акции, 0,64%).
- Штефан Асенкершбаумер (Prof. Stefan Asenkerschbaumer) — председатель наблюдательного совета с начала 2022 года; также управляющий партнёр в компании Robert Bosch Industrietreuhand KG, ранее был заместителем председателя правления группы.
- Штефан Хартунг (Dr.Stefan Hartung) — председатель правления с начала 2022 года[5].

## Деятельность
Подразделения по состоянию на 2021 год:
- Автокомплектующие — производство компонентов ходовой части и трансмиссии автотранспорта, автомобильной электроники, электромоторов, аккумуляторных батарей, сеть автомастерских (15 тыс. в 150 странах); 58% выручки.
- Потребительские товары — электроинструменты и бытовая техника (дочерняя компания BSH Hausgeräte); 27% выручки.
- Промышленные технологии — разработка и производство промышленного оборудования; 8% выручки.
- Техника для дома — системы видеонаблюдения, сигнализации, обогреватели и кондиционеры, водонагреватели; 7% выручки.
- Другая деятельность — дочерние компании в сферах здравоохранения и венчурного финансирования; менее 1% выручки.

География деятельности:
- Европа — 53% продаж (Германия — 20%, Великобритания — 4%, Франция — 4%, Италия — 3%);
- Азиатско-Тихоокеанский регион — 31% продаж (Китай — 20%, Япония — 3%);
- Америка — 16% (США — 12%).

|                     | 2012  | 2013  | 2014  | 2015  | 2016  | 2017  | 2018  | 2019  | 2020  | 2021  |
| ------------------- | ----- | ----- | ----- | ----- | ----- | ----- | ----- | ----- | ----- | ----- |
| Оборот              | 52,46 | 46,07 | 48,95 | 70,61 | 73,13 | 78,07 | 78,47 | 77,72 | 71,49 | 78,75 |
| Чистая прибыль      | 2,342 | 1,251 | 2,637 | 3,537 | 2,374 | 3,274 | 3,574 | 2,060 | 0,749 | 2,499 |
| Активы              | 56,33 | 55,73 | 61,92 | 77,27 | 81,88 | 81,87 | 83,65 | 87,86 | 91,37 | 97,72 |
| Собственный капитал | 26,88 | 27,69 | 29,54 | 34,42 | 36,08 | 37,55 | 39,18 | 41,08 | 40,17 | 44,30 |

### Основные компании группы Bosch
- Bosch Automotive Service Solutions GmbH (100%)
- Robert Bosch Automotive Steering GmbH (100% с 2015[16])
- Robert Bosch Battery Systems GmbH (100%)
- Robert Bosch Car Multimedia GmbH (100%)
- Bosch Connected Devices and Solutions GmbH (100%)
- Bosch eBike Systems
- Bosch Emission Systems GmbH & Co. KG (100%)
- Bosch Engineering GmbH (100%)
- Robert Bosch Fahrzeugelektrik Eisenach GmbH (100%)
- BSH Hausgeräte GmbH (100% c 2015[17])
- Robert Bosch Healthcare Solutions GmbH (100%)
- Bosch.IO GmbH (100%)
- Robert Bosch Manufacturing Solutions GmbH (100%)
- Bosch Power Tec GmbH (100%)
- Bosch Power Tools GmbH (100%)
- Bosch Rexroth AG (100%)
- Bosch Sensortec GmbH (100%)
- Bosch Service Solutions GmbH (100%)
- Bosch Sicherheitssysteme GmbH (100%)
- Bosch Sicherheitssysteme Montage und Service GmbH (100%)
- Bosch SoftTec GmbH (100%)
- Bosch Solarthermie GmbH (100%)
- Bosch Thermotechnik GmbH (100%)
- Robert Bosch Tool Corporation USA (100%); дочерняя компания Dremel Corporation

- AIG Planungs und Ingenieurgesellschaft mbH (100%)
- EM-motive GmbH (100%)
- ETAS GmbH (100%)
- Hawera Probst GmbH (100%)
- ITK Engineering (100%)
- sia Abrasives (100%)